# Facepalm
Et facepalm (dansk: Tage sig til hovedet) er den fysiske gestus hvor man placerer en hånd på tværs af sit ansigt eller sænker sit ansigt ind i sin hånd eller sine hænder, der dækker eller lukker øjnene. Den gestus er ofte overdrevet ved at give bevægelsen mere kraft for at give støj, når den hånd kommer i kontakt med ansigtet. Den gestus findes i mange kulturer som en udstilling af frustration, skuffelse, irritation, forlegenhed, skræk, chok, overraskelse, udmattelse eller sarkasme.

## Internetbrug
Facepalm betyder online det samme som den fysiske gestus betyder i det virkelige liv, den udtrykker frustration, skuffelse, forlegenhed, chok, overraskelse eller sarkasme. Dens online-brug er at skildre følelser som ellers ikke kan nemt udtrykt gennem tekst alene. Facepalm forstås online på grund af sin fælles brug i den virkelige verden. Et facepalm gestus er et populær meme for at vise sin frustration eller skuffelse i en artikel, kommentar, eller post fra en anden bruger. Det er ofte også bruges til at angive skeptisk vantro, at en anden kunne gøre en erklæring om, at læseren finder det usædvanligt dumt eller naivt.